# بریسا روشه
بریسا روشه (به انگلیسی: Brisa Roché) (زاده ۲۶ آوریل ۱۹۷۶) خواننده، ترانه‌سرا و موسیقی‌دان آمریکایی است.